# Natasha Kelley
Natasha Kelley (Baton Rouge, Luisiana, 1 de enero de 1990) es una gimnasta artística estadounidense, subcampeona mundial en 2006 en el concurso por equipos.

## 2006
En el Mundial celebrado en Aarhus (Dinamarca) consiguió medalla de plata en equipos, tras China y por delante de Rusia. Sus compañeras de equipo fueron: Chellsie Memmel, Alicia Sacramone, Nastia Liukin, Jana Bieger y Ashley Priess.